# Kento Yoshida
Kento Yoshida, född 10 december 1992, är en japansk fäktare som tävlar i sabel.

## Karriär
Vid olympiska sommarspelen 2020 i Tokyo, som arrangerades 2021, blev Yoshida utslagen i 32-delsfinalen i sabel av venezuelanske José Quintero. Han var även en del av Japans lag tillsammans med Tomohiro Shimamura, Kaito Streets och Kenta Tokunan som slutade på nionde plats i lagtävlingen i sabel. Vid olympiska sommarspelen 2024 i Paris blev Yoshida utslagen i sextondelsfinalen i sabel av iranske Ali Pakdaman.
Vid asiatiska mästerskapen 2025 i Bali tog Yoshida guld i lagtävlingen i sabel tillsammans med Mao Kokubo, Kaito Streets och Shido Tsumori.